# ラプンツェル

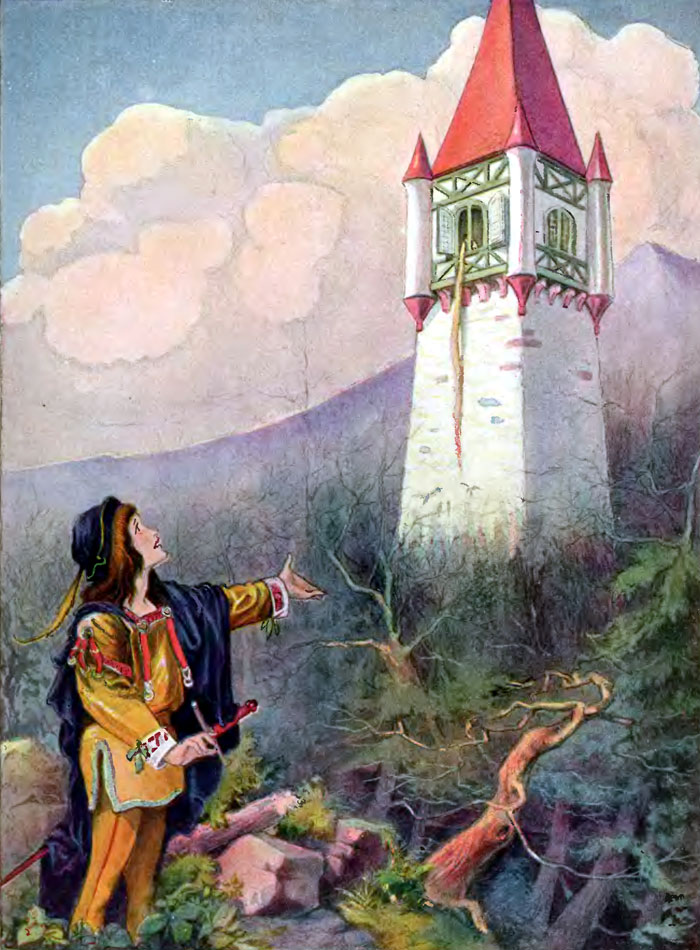
塔のラプンツェルを発見する王子

「ラプンツェル」（独: Rapunzel、KHM 12）は、『グリム童話』(Kinder- und Hausmärchen) に収録されている作品（および主人公の名前）。髪長姫（かみながひめ）と訳されることもある。原話はイタリアの『ペンタメローネ（五日物語）』収録の『ペトロシネッラ』。
グリム兄弟が童話集から性的な要素を省くプロセスが明確である例としてよくあげられる。
初版では主人公が夜ごと王子を部屋に招き入れて逢瀬を重ね、結果として妊娠。それがばれてしまったため追放されたプロセスを詳細に書いているが、後の版では逢瀬シーンが最小限に、さらに性行為の暗示は全てカットされ、追放の理由も外部の人間である王子を招き入れ、恋仲にまでなっていることをうっかり言ってしまったためとされ、後に自分が生んだ子供と暮らしている描写が挿入されることにより妊娠が発覚、という版に改変された。
ラプンツェルは「ちしゃ」と訳されることがあるが、本来はキク科のレタス（ちしゃ）ではない。ラプンツェルと呼ばれる野菜はオミナエシ科のノヂシャ、キキョウ科の Campanula rapunculus など複数存在する。栄養価の高いことで知られ、妊婦が食べるのによいとされる植物である。

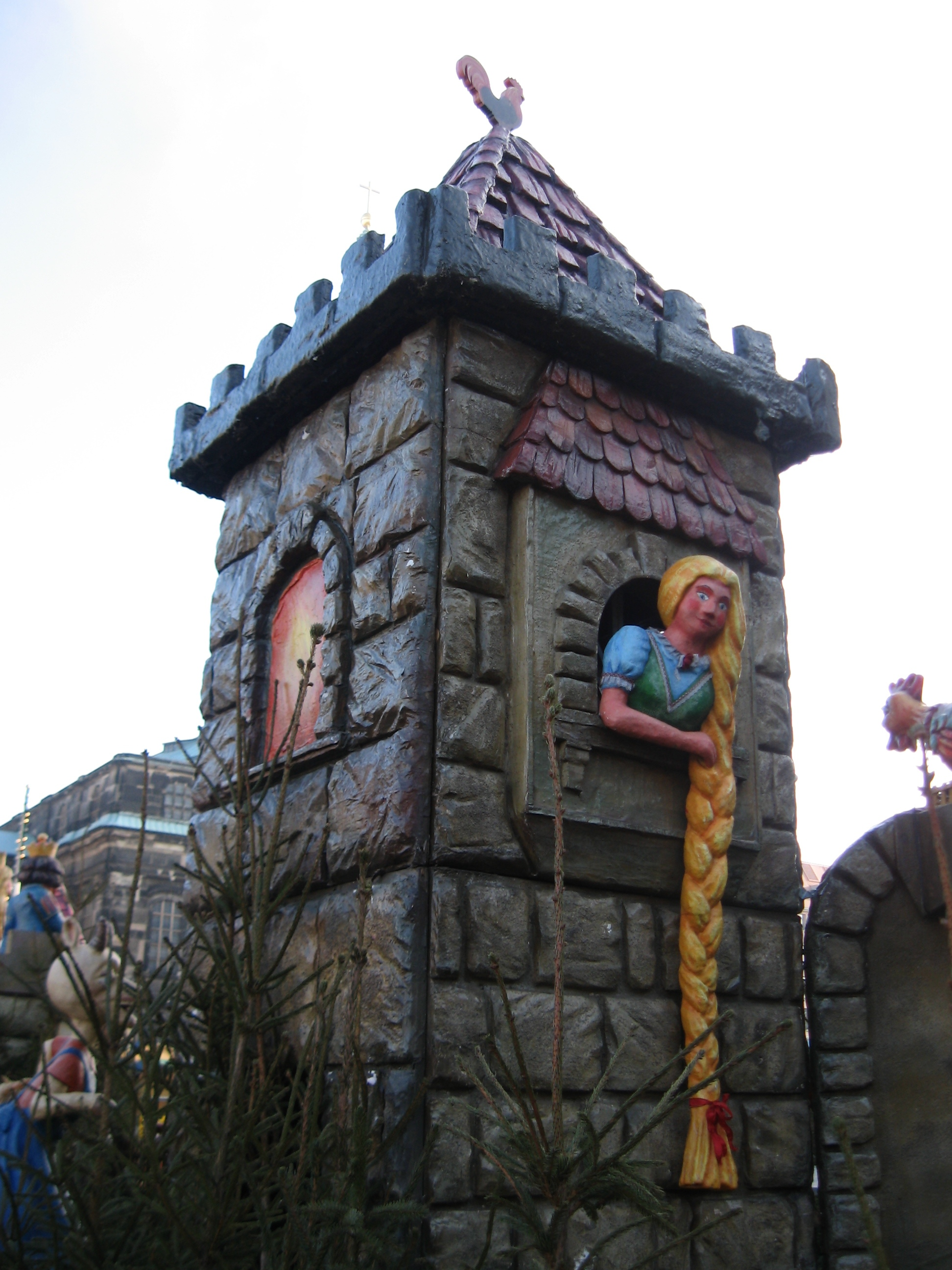
ラプンツェルをモチーフとした建物（ドイツ）

## 来歴
1790年にドイツ人作家のフリードリヒ・シュルツが出版した『小説集』が出典であり、これは1698年にフランス人作家のド・ラ・フォルスが出版した『ペルシネット』 の翻訳とされる。この『ペルシネット』の原作が、1634年にイタリア人作家のジャンバティスタ・バジーレが出版した『ペンタメローネ（五日物語）』収録の『ペトロシネッラ』であり、『ペルシネット』と『ペトロシネッラ』においてラプンツェルに相当する植物はパセリである。

## あらすじ
あるところに農夫とおかみさんの夫婦がいた。長年子供がいなかった2人だが、ある時やっと子供を授かる。妊娠したおかみさんは隣に住む魔法使いの庭の畑のラプンツェルを食べたくてたまらなくなる。食が細ってやつれたおかみさんに「ラプンツェルが食べられなければ死んでしまう」と懇願された農夫は、魔法使いの敷地に忍び込むとラプンツェルをひとつ摘み取る。それをサラダにして食べたおかみさんは、今度はラプンツェルを三倍欲しいとねだり、農夫は再び魔法使いの庭からラプンツェルを摘み取りにかかるが、魔法使いに見つかってしまう。農夫から事情を聞いた魔法使いは、好きなだけラプンツェルを摘んでもいいが、子供が生まれたら自分に渡せと約束させる。
やがておかみさんが生んだ女の子は即座に連れて行かれ、ラプンツェルと名付けられて、森の中に築かれた入り口のない高い塔に閉じ込められる。塔の中で美しい少女に成長したラプンツェルは、魔法使いが「ラプンツェル、ラプンツェル、おまえの髪を下ろしておくれ！」と言うと、金を紡いだような見事な長い髪を窓から垂らし、それをはしご代わりに塔へ出入りさせていた。そんなある日、森の中を歩いていた王子が美しい歌声に引かれ、塔の中のラプンツェルを発見。昼間は魔法使いが来るため、夜に同じ方法を使って塔に登る。はじめて男性との性交渉を知ったラプンツェルは驚くが、やがて愛し合い、夜ごと王子を部屋に招き入れて性交を行う。その結果ラプンツェルは妊娠する（初版以降は、友達のように話しかける王子に驚くラプンツェルだが、愛し合うようになると改変される）。
ある日、ラプンツェルは魔法使いに「ねえおばあさん、最近洋服がきついの」と口にし、怒った魔法使いはラプンツェルの髪を掴んでばっさりと切り落とし、荒野に放逐する（初版以降は、ラプンツェルが王子を招き入れて恋仲になったことをうっかり口にし、怒った魔法使いに放逐されると改変される）。一方、何も知らない王子がラプンツェルを訪ねに来ると、魔法使いは切り取ったラプンツェルの髪を下ろして塔に入れてやる。恐ろしい顔をした魔法使いに「あの子はもういないよ」と聞かされた王子は、絶望のあまり塔から身を投げ、命は助かるが茨が両目に突き刺さって失明する。
7年後、盲目のまま木の実やベリーを食べて森をさまよっていた王子は、ラプンツェルが追放された荒野へたどり着き、男女の双子の母となっていたラプンツェルとめぐり会う。うれし泣きするラプンツェルの涙が王子の両目に落ち、王子は視力を回復する。王子はラプンツェルと子供たちを伴って国に帰り、皆で幸せに暮らす。
この話を基にして作られた「塔の上のラプンツェル」が2011年3月12日に日本でディズニー映画として公開された。